# Oton Iveković

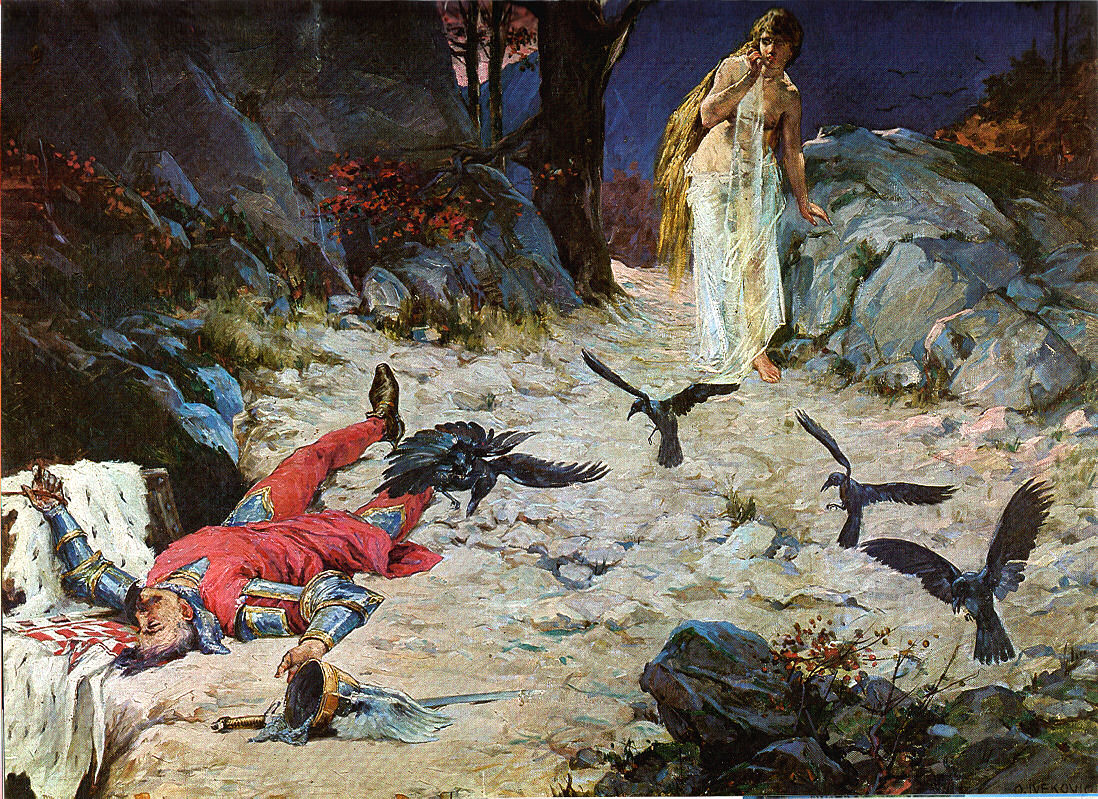
Tod des kroatischen Königs Petar Svačić auf dem Gvozd (1907)

Oton Iveković (* 17. April 1869 in Klanjec (Hrvatsko Zagorje); † 4. Juli 1939 ebenda) war ein jugoslawischer Maler.

## Leben
Oton Iveković begann die Kunst der Malerei bei Ferdo Quiquerez in Zagreb zu erlernen.
Zur weiteren Schulungen begab er sich nach Wien, München und Karlsruhe. Von seinen vielen Reisen erstellte Iveković Aquarelle und Skizzen. Darunter sind zum Beispiel Werke über altkroatische Städte, den Velebitgebirgszug, auch Motive von Reisen durch Amerika und Makedonien entstanden.
In seinen erstellten Werken befasste sich Iveković vor allem mit der kroatischen Geschichte und den kroatischen Volkstrachten. Dabei entstanden unter anderem Werke wie „Die Ankunft der Kroaten“,
„Tod des Matija Gubec“ und „Die Tomislavkrönung“.
Oton Iveković verstarb am 4. Juli 1939 in der Burg Veliki Tabor, im Hrvatsko Zagorje gelegen. Er wurde in Klanjec bestattet.

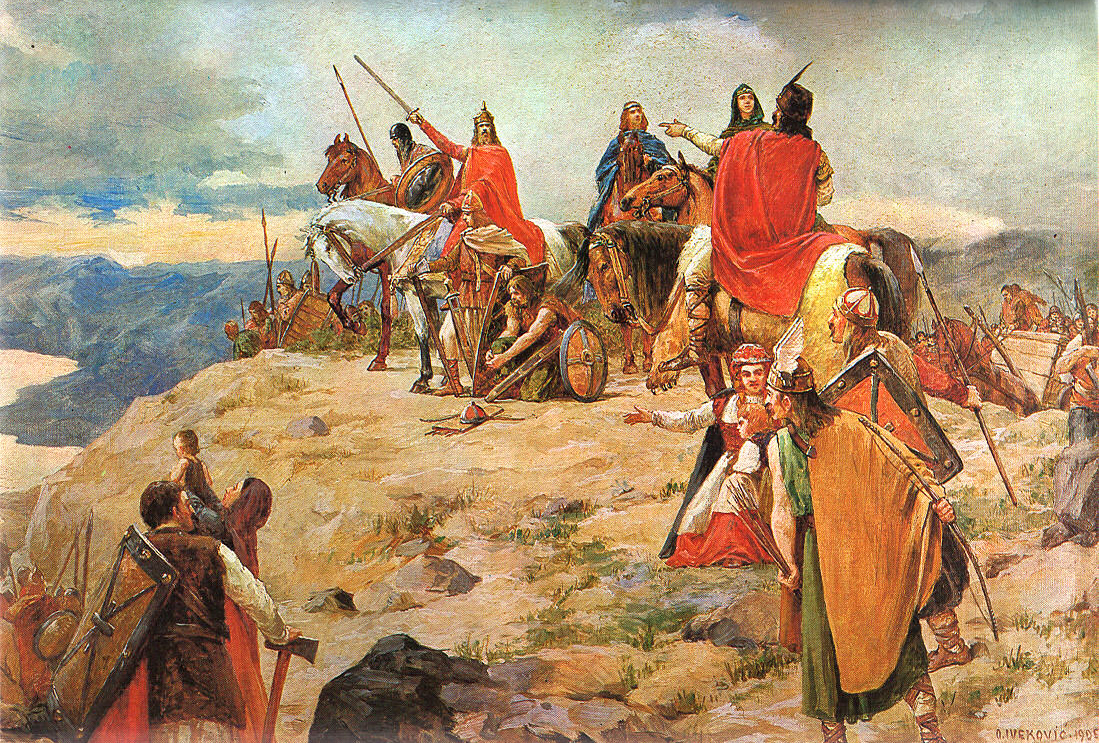
„Ankunft der Kroaten“
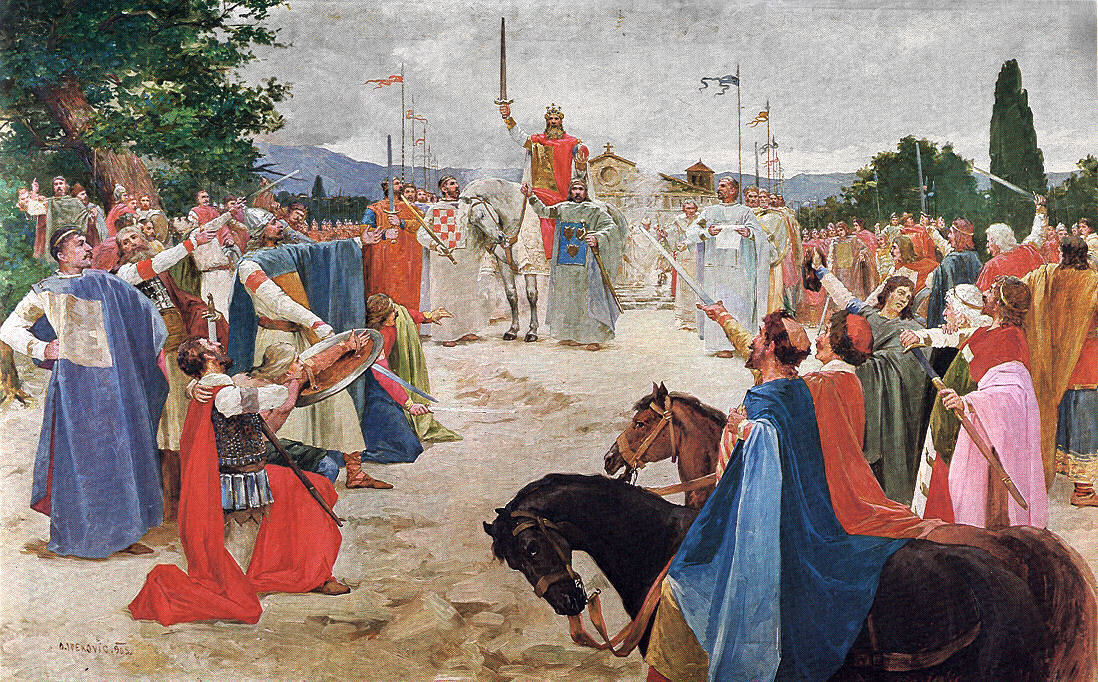
„Krönung des Tomislav“
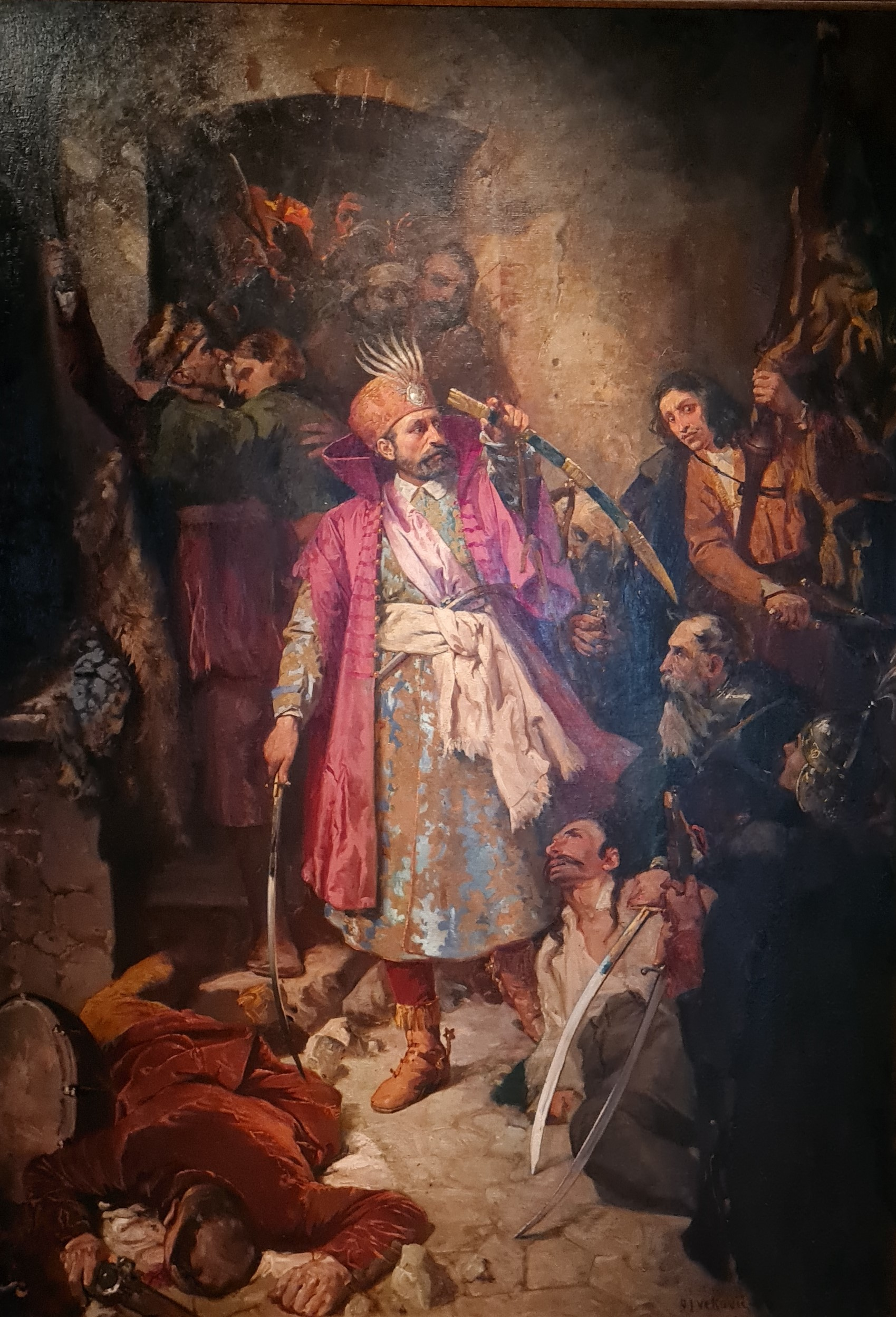
„Nikola Šubić Zrinski“
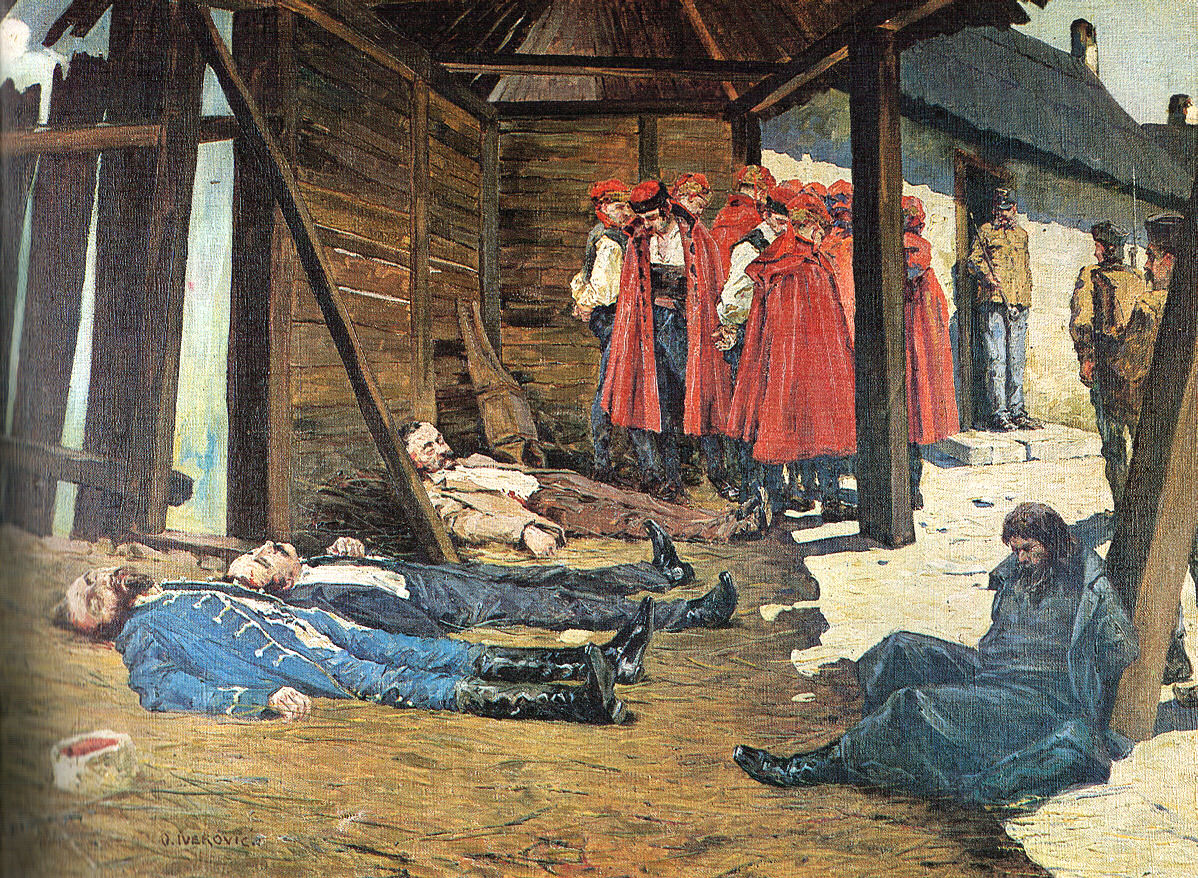
„Tod des Eugen Kvaternik“
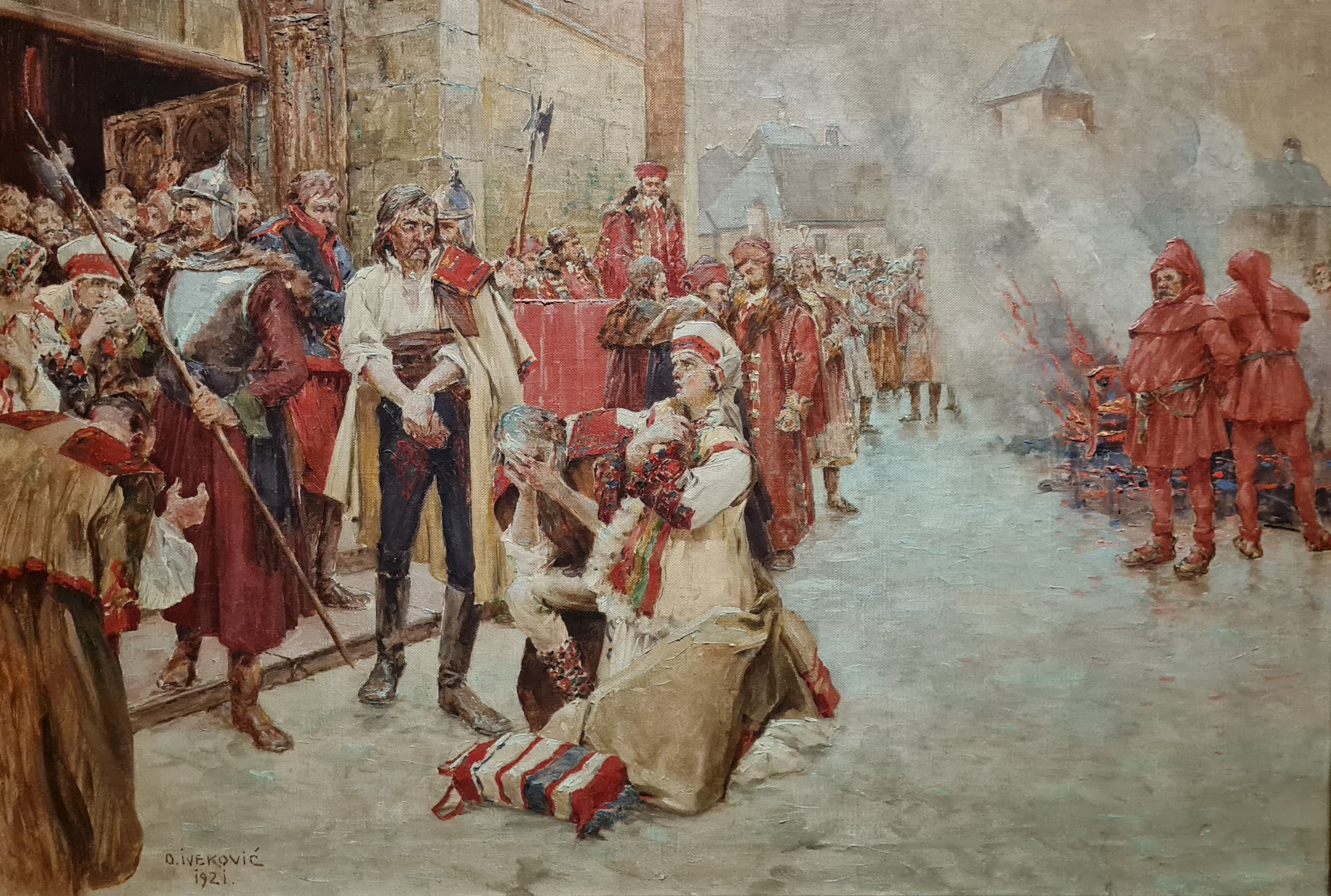
„Tod des Matija Gubec vor der St. Markus Kirche in Zagreb“